# Wahlenbergia ecklonii
Wahlenbergia ecklonii är en klockväxtart som beskrevs av Heinrich Wilhelm Buek. Wahlenbergia ecklonii ingår i släktet Wahlenbergia och familjen klockväxter. Inga underarter finns listade i Catalogue of Life.